# آماندین بورژوآ
آماندین بورژوآ (به فرانسوی: Amandine Bourgeois) (زاده ۱۲ ژوئن ۱۹۷۹) خواننده فرانسوی است.
او در مسابقه آواز یوروویژن ۲۰۱۳ نماینده فرانسه بود.